# Santuario de Nuestra Señora de Regla de Chipiona
El santuario de Nuestra Señora de Regla es un monasterio y santuario localizado en Chipiona (provincia de Cádiz, Andalucía, España). Hasta 2018 se creía que se levantó sobre la antigua fortaleza de los Ponce de León en el siglo XIV, pero se encontraron restos anteriores. Restaurado en el siglo XVII y acabado entre 1835 y 1882, fue luego acondicionado por la comunidad de franciscanos misioneros, que lo levantaron de sus ruinas con la ayuda de los duques de Montpensier.

## Historia
En el lugar que actualmente ocupa el templo existen restos de un templo anterior así como un castillo.
En 1399 se fundó el antiguo convento de San Agustín, sobre una fortaleza y ermita ya existente que había sido edificado por Alonso Pérez de Guzmán. Con la desamortización de 1852, los frailes agustinos abandonaron el convento. Con el auxilio financiero de los Montpensier se restauró la iglesia en 1882 y se establecieron en ella los frailes franciscanos.
Durante los siglos XVI y XVII se construyó un patio en la fachada abierta al arenal, para hospedar a peregrinos, y se habilitaron caballerizas para los animales. En el último cuarto del XVIII el monasterio sufre una remodelación que afecta a la construcción del piso superior del claustro y a la escalera principal. Los restos más antiguos conservados pertenecen al primitivo claustro, conocido actualmente como patio de los Pláta.

## La Velada de Nuestra Señora de Regla
Con motivo de la festividad de la Virgen de Regla, el día 8 de septiembre se celebra cada año, en el entorno del propio Santuario que lleva su nombre, una Velada que tradicionalmente significaba el fin de la temporada veraniega. Esta fiesta, que cuenta con gran arraigo entre los veraneantes, se convierte en un lugar apropiado para disfrutar de una copa de vino de la tierra y del mejor ambiente por sevillanas.

## Historia de la Velada
Algunos historiadores se remontan al 8 de septiembre de 1608 como fecha de la primera salida de la procesión de la Virgen de Regla, aunque se tienen noticias de que en 1588 tuvo lugar una peregrinación organizada por Ana Gómez de Silva y Mendoza, Duquesa de Medina Sidonia, para pedir por el éxito de su marido, que se encontraba luchando al frente de la Armada Invencible contra los ingleses. En 1295 el rey Fernando IV hizo merced a Alonso Pérez de Guzmán «de toda la tierra que conste la Andalucía, desde donde el Guadalquivir desemboca en el océano hasta donde el Guadalete tributa sus aguas», es decir, desde Sanlúcar hasta El Puerto. Es aquí, al parecer, donde los historiadores vislumbran el nombre de Regla. En 1303, Isabel de Guzmán, hija de Don Alonso, se casó con Hernán Pérez Ponce de León, y recibió como dote las villas de Rota y Chipiona, además del castillo de Regla. Una de las fechas más importantes que dieron impulso a la población fue la llegada de los franciscanos en 1882. El mayor artífice fue el Padre José Lerchundi, prefecto apostólico en Marruecos. La necesidad de reforzar la labor misionera le llevó a elegir a Chipiona como enclave ideal para erigir un colegio de misioneros.
Uno de los grandes devotos que tuvo la Virgen de Regla fueron los Infantes de Orleans. El 8 de septiembre de 1928 la Infanta Beatriz ofrendó una alhaja a la Virgen de Regla. Además, una escuadrilla de aviones de la base militar de La Parra, en Jerez, sobrevoló el paso de la procesión de la Virgen. Hoy día se sigue manteniendo dicha tradición, aunque tan sólo con un avión. Otra fecha importante es la del 2 de agosto de 1948, cuando con motivo de la inauguración del Humilladero se lanza la idea de la Coronación de la Virgen.

## La Leyenda de la Virgen de Regla

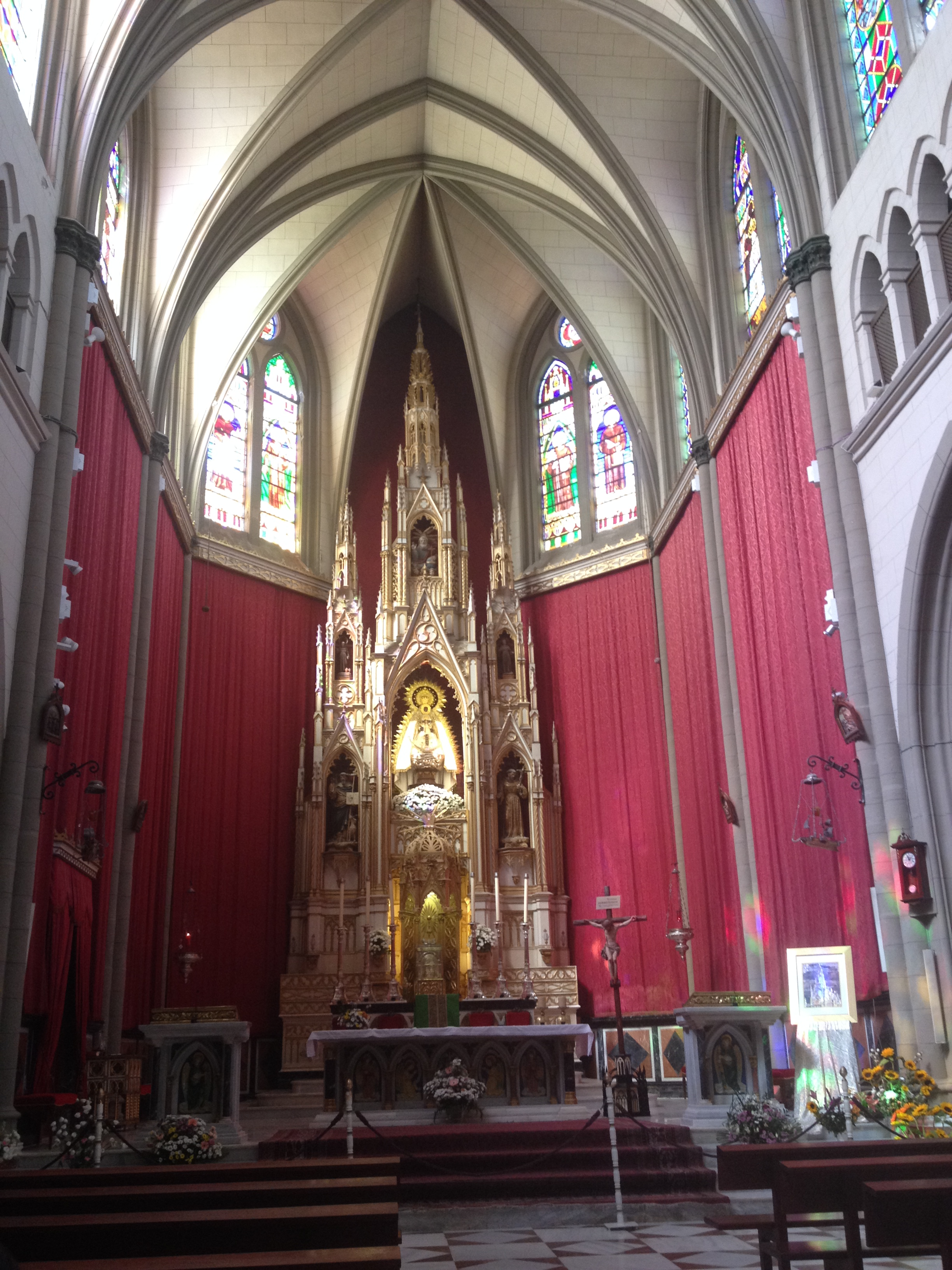
Altar del santuario

Entre la leyenda y la Historia se ha ido tejiendo, a través de los siglos, la devoción a la Virgen. A la devoción popular y monacal la fecha de 1399, año del acta fundacional de Monasterio de Nuestra Señora de Regla, no les pareció con suficiente antigüedad, y buscaron un halo de prestigio al amparo de la leyenda. Esta se incorpora tardíamente a la Historia. Entre los cronistas conventuales de Regla del siglo XVII empieza a aparecer la hermosa leyenda del origen africano de la efigie. La habría venerado San Agustín en su oratorio, ante la inseguridad de que se apoderaran de ella los vándalos en sus incursiones en Hispania, y habría sido traída a las costas gaditanas por los eremitas agustinianos. Habría sido encerrada en un pozo, bajo una higuera, para evitar la profanación de los musulmanes, y hallada de modo milagroso en el siglo XIV por un canónico reglar de León. Junto al Santuario se erigió el Humilladero, para reafirmar esta devoción remozada en la leyenda. La credulidad del siglo XVII prefirió esta leyenda de supuestos ermitaños africanos del siglo V a una historia documentada de monjes leoneses del siglo XIV.